# Cheoljong van Joseon
Koning Cheoljong, geboren als Yi Byeon, is de 25ste monarch van de Koreaanse Joseondynastie.
Hoewel de koning officieel de macht had in Korea, was de werkelijke macht in handen van een clan, de Kims uit Andong. Zij regeerden het hof op tyrannieke wijze en hadden de macht kunnen grijpen omdat uit hun familie verschillende koninginnen afkomstig waren. Deze waren door de politiek machtige Kims aan de vorsten gekoppeld, waardoor hun macht in het land groeide.
Dit had als consequentie dat verschillende leden van het koningshuis waren uitgeweken, of soms zelfs verbannen waren of om het leven gebracht, naar plekken elders in het land. Na de dood van koning Heonjong, die geen opvolger had nagelaten, moest men dan ook op zoek naar een nieuwe koning. Deze vond men in de persoon van Yi Byeon, koning Cheoljongs gegeven naam. Hij was derde zoon van prins Jeon-gye (achterkleinzoon van koning Yeongjo). De nieuwe koning kon zelfs niet lezen en schrijven. Dit feit maakte hem tot de ideale troonopvolger voor de leden van de Kimclan. De nieuwe koning was eenvoudig te beïnvloeden en te controleren.
Onderdeel van de manupilatie door de Kims was het uithuwen Kim Mun-geun (een dochter van een van de clanleden) in 1851. Zij staat postuum bekend als koningin Cheonin.

## Overlijden
Hij stierf op de leeftijd van 32 jaar in 1864. Hij liet geen zoon na die hem op kon volgen.

## Volledige postume naam
- Koning Cheoljong Huiyun Jeonggeuk Sudeok Sunseong Heummyung Gwangdo Donwon Changhwa Munhyeon Museong Heonin Yeonghyo de Grote van Korea
- 철종희윤정극수덕순성흠명광도돈원창화문현무성헌인영효대왕
- 哲宗熙倫正極粹德純聖欽命光道敦元彰化文顯武成獻仁英孝大王